# Устинов Володимир Олександрович
Володимир Олександрович Устинов (нар. 9 січня 1956, Станіслав, Івано-Франківська область, УРСР) — радянський та український футболіст, в подальшому — український футбольний тренер.

## Біографія
Вихованець ЛДУФК (Львів). Кар'єру гравця розпочав у команді «Карпати», де за два роки, так і не зумів закріпитись у складі команди, яку очолював Юст Ернест Ервінович. У 1977 перейшов що іншої львівської команди — «СКА», де так як і в Карпатах не зумів закріпитись в основі.
У 1979 дуже добре показав себе у ролі захисника в команді «Авангард» з міста Рівне, саме завдяки цьому пішов на «підвищення» та перейшов до одеського «Чорноморця». Далі в його футбольній кар'єрі був нікопольський «Колос», де також зумів за рік стати лідером.
Завдяки непоганий виступам в попередніх командах отримав запрошення від Володимира Ємця, який очолював дніпропетровський «Дніпро», з ним він завоював титул Чемпіона СРСР, але не зумівши зікріпитись в зірковій команді повернувся до  «Колосу».
Далі в кар'єрі був «Спартак», молдавська «Заря», та «Кристал».
З 2003 по 2007 рік очолював вишгородський «Діназ», а потім до 2017 року став незмінним асистеном головних тренірів в цьому клубі, зокрема працював з Олександром Єжаковим, Олегом Спічеком, Михайлом Стельмахом та Ігорем Проданом.

## Досягнення

### Гравця
- Чемпіонат СРСР з футболу:
- Чемпіон : 1983

### Тренера
Чемпіонат Київської області:
- Чемпіон : 2011
- Срібний призер (1): 2015
- Бронзовий призер (3): 2005, 2007, 2010

Кубок області:
- Володар (3): 2005, 2012, 2015
- Фіналіст (1): 2006

Суперкубок Київської області:
- Володар (1): 2011
- Фіналіст (2): 2012, 2015

Меморіал Олександра Щанова:
- Володар (1): 2015